# Slag bij Pancorbo (816)
De Slag bij Pancorbo is een veldslag die plaatsvond in het jaar 816 tussen het emiraat Córdoba onder leiding van emir Al-Hakam I en de Asturische en Baskische strijdkrachten onder leiding van Velasco de Bask. De strijd vond plaats toen de troepen van Abd al-Karim ibn Abd al-Wahid ibn Mughith probeerden de Pancorbo-pas over te steken.
De strijd eindigde in een Moorse overwinning die leidde tot de Baskische opstand en de oprichting van Ínigo Íñiguez Arista als eerste koning van Pamplona.